# Cisticola robustus
Cisticola robustus é uma espécie de ave da família Cisticolidae.
Pode ser encontrada nos seguintes países: Angola, Burundi, Camarões, República do Congo, República Democrática do Congo, Eritreia, Etiópia, Quénia, Nigéria, Ruanda, Sudão, Tanzânia, Uganda e Zâmbia.
Os seus habitats naturais são: florestas boreais, savanas húmidas e campos rupestres subtropicais ou tropicais.